# Gran Premio motociclistico delle Nazioni 1976
Il Gran Premio motociclistico delle Nazioni 1976 fu il terzo appuntamento del motomondiale 1976.
Si svolse il 16 maggio 1976 sul circuito del Mugello di Scarperia e vide la vittoria di Barry Sheene nella classe 500, di Johnny Cecotto nella classe 350, di Walter Villa nella classe 250, di Pier Paolo Bianchi nella classe 125 e di Ángel Nieto nella classe 50.
In un Gran Premio caratterizzato da moltissimi incidenti (oltre 70 tra prove e gare) morirono ben due piloti: durante la gara della 350, Paolo Tordi cade e viene investito dalla sua stessa moto, morendo all'arrivo in ospedale; durante la gara della 250, Otello Buscherini subisce un incidente simile a quello di Tordi e muore all'arrivo all'Ospedale di Luco di Mugello.

## Classe 500

### Arrivati al traguardo
| Pos | Pilota           | Moto   | Tempo        | Punti |
| --- | ---------------- | ------ | ------------ | ----- |
| 1   | Barry Sheene     | Suzuki | 1h 02' 35" 5 | 15    |
| 2   | Phil Read        | Suzuki | +0" 1        | 12    |
| 3   | Virginio Ferrari | Suzuki | +53"         | 10    |
| 4   | Teuvo Länsivuori | Suzuki | +53" 5       | 8     |
| 5   | Pat Hennen       | Suzuki | +1' 39" 3    | 6     |
| 6   | Marcel Ankoné    | Suzuki | +1' 45" 3    | 5     |
| 7   | Stuart Avant     | Suzuki | +1' 50" 7    | 4     |
| 8   | Philippe Coulon  | Suzuki | +1 giro      | 3     |
| 9   | Dieter Braun     | Suzuki | +1 giro      | 2     |
| 10  | Børge Nielsen    | Yamaha | +1 giro      | 1     |
| 11  | Max Wiener       | Yamaha | +2 giri      |       |

### Ritirati
| Pilota           | Moto   | Motivo ritiro                 |
| ---------------- | ------ | ----------------------------- |
| Mario Fiorentino | Suzuki |                               |
| Boet van Dulmen  | Yamaha | perdita della leva del cambio |
| Victor Soussan   | Yamaha |                               |
| Mario Necchi     | Suzuki |                               |
| Gilles Husson    | Yamaha |                               |
| John Newbold     | Suzuki | problemi meccanici            |
| Michel Rougerie  | Suzuki |                               |
| Germano Paganini | Suzuki |                               |
| Karl Auer        | Yamaha |                               |
| Nico Cereghini   | Suzuki |                               |
| Giorgio Avveduti | Suzuki |                               |
| Edmar Ferreira   | Yamaha |                               |
| Jack Findlay     | Suzuki |                               |
| Vanes Francini   | Yamaha |                               |
| Giacomo Agostini | Suzuki | grippaggio                    |
| Víctor Palomo    | Yamaha |                               |
| Vittorio Gornati | Suzuki |                               |
| Carlo Piazza     | Suzuki |                               |
| Johnny Cecotto   | Yamaha | problemi ai freni             |

## Classe 350
29 piloti alla partenza, 15 al traguardo.

### Arrivati al traguardo
| Pos | Pilota              | Moto            | Tempo     | Punti |
| --- | ------------------- | --------------- | --------- | ----- |
| 1   | Johnny Cecotto      | Yamaha          | 55' 01" 8 | 15    |
| 2   | Franco Uncini       | Yamaha          | +30" 5    | 12    |
| 3   | John Dodds          | Yamaha          | +33" 4    | 10    |
| 4   | Pentti Korhonen     | Yamaha          | +36" 2    | 8     |
| 5   | Tom Herron          | Yamaha          | +37"      | 6     |
| 6   | Kork Ballington     | Yamaha          | +37" 5    | 5     |
| 7   | Walter Villa        | Harley-Davidson | +37" 7    | 4     |
| 8   | Boet van Dulmen     | Yamaha          | +1' 00" 6 | 3     |
| 9   | Philippe Bouzanne   | Yamaha          | +1' 06" 3 | 2     |
| 10  | Takazumi Katayama   | Yamaha          | +1' 11" 3 | 1     |
| 11  | Vanes Francini      | Yamaha          | +1' 19" 2 |       |
| 12  | Jean-François Baldé | Yamaha          | +1' 21" 2 |       |
| 13  | Alan North          | Yamaha          | +1' 39" 3 |       |
| 14  | Christian Huguet    | Yamaha          | +2' 10" 3 |       |
| 15  | Fosco Giansanti     | Yamaha          | +1 giro   |       |

## Classe 250
30 piloti alla partenza, 17 al traguardo.

### Arrivati al traguardo
| Pos | Pilota              | Moto            | Tempo     | Punti |
| --- | ------------------- | --------------- | --------- | ----- |
| 1   | Walter Villa        | Harley-Davidson | 51' 43" 3 | 15    |
| 2   | Takazumi Katayama   | Yamaha          | +21" 8    | 12    |
| 3   | Pentti Korhonen     | Yamaha          | +37" 9    | 10    |
| 4   | Chas Mortimer       | Yamaha          | +1' 00" 1 | 8     |
| 5   | Jean-François Baldé | Yamaha          | +1' 01" 4 | 6     |
| 6   | Bruno Kneubühler    | Yamaha          | +1' 15" 8 | 5     |
| 7   | Tom Herron          | Yamaha          | +1' 21" 9 | 4     |
| 8   | Philippe Bouzanne   | Yamaha          | +1' 28" 3 | 3     |
| 9   | Olivier Chevallier  | Yamaha          | +1' 40" 9 | 2     |
| 10  | Eero Hyvärinen      | Yamaha          | +1' 41" 2 | 1     |
| 11  | Mario Lega          | Yamaha          | +1' 44" 1 |       |
| 12  | Denis Boulom        | Yamaha          | +1' 46" 1 |       |
| 13  | Hans Stadelmann     | Yamaha          | +1' 59" 7 |       |
| 14  | Christian Sarron    | Yamaha          | +1 giro   |       |
| 15  | Erick Andersson     | Yamaha          | +1 giro   |       |
| 16  | Alfio Micheli       | Harley-Davidson | +1 giro   |       |
| 17  | Rudolf Weiss        | Yamaha          | +1 giro   |       |

## Classe 125
30 piloti alla partenza, 11 al traguardo.

### Arrivati al traguardo
| Pos | Pilota             | Moto            | Tempo     | Punti |
| --- | ------------------ | --------------- | --------- | ----- |
| 1   | Pier Paolo Bianchi | Morbidelli      | 46' 54" 2 | 15    |
| 2   | Paolo Pileri       | Morbidelli      | +24" 7    | 12    |
| 3   | Ángel Nieto        | Bultaco         | +1' 05" 3 | 10    |
| 4   | Henk van Kessel    | AGV-Condor      | +1 giro   | 8     |
| 5   | Eugenio Lazzarini  | Morbidelli      | +1 giro   | 6     |
| 6   | Enrico Cereda      | Morbidelli      | +1 giro   | 5     |
| 7   | Luciano Richetti   | Harley-Davidson | +1 giro   | 4     |
| 8   | Pierluigi Conforti | Yamaha-Italjet  | +1 giro   | 3     |
| 9   | Auno Hakala        | Yamaha          | +1 giro   | 2     |
| 10  | Matti Kinnunen     | Maico           | +1 giro   | 1     |
| 11  | Hans Müller        | Yamaha          | +2 giri   |       |

## Classe 50
29 piloti alla partenza, 20 al traguardo.

### Arrivati al traguardo
| Pos | Pilota             | Moto           | Tempo     | Punti |
| --- | ------------------ | -------------- | --------- | ----- |
| 1   | Ángel Nieto        | Bultaco        | 30' 49" 9 | 15    |
| 2   | Eugenio Lazzarini  | UFO-Morbidelli | +24" 9    | 12    |
| 3   | Rudolf Kunz        | Kreidler       | +32" 8    | 10    |
| 4   | Ulrich Graf        | Kreidler       | +40" 7    | 8     |
| 5   | Stefan Dörflinger  | Kreidler       | +56" 9    | 6     |
| 6   | Rolf Blatter       | Kreidler       | +1' 25" 1 | 5     |
| 7   | Ezio Mischiatti    | Derbi-MGM      | +1' 34" 6 | 4     |
| 8   | Ramón Galí         | Derbi          | +1' 38" 5 | 3     |
| 9   | Pierre Audry       | ABF            | +1' 39" 5 | 2     |
| 10  | Aldo Pero          | Kreidler       | +1' 43" 9 | 1     |
| 11  | Cees van Dongen    | Kreidler       | +1' 44" 1 |       |
| 12  | Wolfgang Müller    | Kreidler       | +1' 45"   |       |
| 13  | Giovanni Ziggiotto | MTK            | +1' 45" 1 |       |
| 14  | Günter Schirnhofer | Kreidler       | +2' 33" 9 |       |
| 15  | Patrick de Wulf    | Kreidler       | +1 giro   |       |
| 16  | Carlo Guerrini     | Ringhini       | +1 giro   |       |
| 17  | Joaquín Galí       | Derbi          | +1 giro   |       |
| 18  | Luigi Rinaudo      | Tomos          | +1 giro   |       |
| 19  | Hans Kroismayr     | Kreidler       | +1 giro   |       |
| 20  | Giorgio di Nunzio  | Derbi          | +1 giro   |       |